# Orientación familiar
La orientación familiar (del latín, orĭens, participio de orīri: «aparecer», «nacer», y famŭlus, fames, «hambre», conjunto de personas que se alimentan juntas en la misma casa) es una disciplina académica y una profesión asistencial (helping profession). Como disciplina, forma parte de las ciencias para la familia, ciencias de la familia o ciencia de familia, que estudian la familia como fenómeno complejo y multirreferencial a través de una metodología científica. Como profesión, abarca técnicas, herramientas y actuaciones que tienen por objeto la promoción de la familia y las relaciones intrafamiliares saludables, la prevención de posibles disfunciones del sistema familiar, el fortalecimiento y la restauración vincular, y el afrontamiento y resolución de situaciones problemáticas derivadas de la vida cotidiana. 
La práctica profesional de la orientación familiar se despliega a través de intervenciones específicas en el ámbito de la promoción, la prevención y la asesoría, para actuar frente a dificultades que surgen y repercuten en la dinámica propia de la vida familiar, y para estrechar, restaurar y fortalecer los vínculos entre sus miembros. La profesión se ejerce con título universitario. En la Argentina, el Ministerio de Educación reconoció como carreras universitarias la Tecnicatura en Orientación Familiar y la Licenciatura en Orientación Familiar.
Se desarrolla a partir del estudio de la estructura, organización y dinámica familiar, con una mirada profunda en los vínculos familiares. Diversos marcos teóricos provenientes de otras ciencias (antropología, filosofía, psicología, pedagogía, sociología) amplían la comprensión de la orientación familiar respecto de su objeto de estudio, al que se aproxima desde una perspectiva sistémica, interaccional y relacional. 
La orientación familiar nace con el objetivo de fomentar el desarrollo armónico familiar, a partir del desarrollo personal e integral de cada miembro a través del esclarecimiento de sus posibilidades, sus oportunidades, sus aspiraciones y sus responsabilidades en todos los ámbitos de su vida. 
Según la Asociación Argentina de Orientadores Familiares, la orientación familiar es “una disciplina que tiene como objeto de estudio a la familia y sus vínculos, y proporciona las herramientas necesarias para superar los conflictos cotidianos que se pueden generar en la dinámica intra y extrafamiliar”.

## Etimología
Según la RAE, la palabra orientación designa la “acción y efecto de orientar u orientarse”. Por su parte, orientar proviene de oriente, punto cardinal, y consiste en “fijar la posición o dirección de algo respecto de un lugar”. De allí que con la palabra oriente (oriri, nacer, surgir) se haya designado el punto cardinal por donde el sol se eleva. En todos los casos, el sufijo “-ción” indica efecto, hecho o acción.
Así, por su etimología, la orientación puede definirse como la acción o efecto de fijar la posición respecto del punto por donde el sol nace, el oriente, como alusión metafórica a la búsqueda de soluciones y el descubrimiento de diferentes vías de acción.

## Dimensión pedagógica de la orientación familiar
Los orientadores familiares reconocen las dimensiones pedagógicas que comprometen las facultades específicamente humanas, para estimular la evolución del contexto familiar como sostén en que se configura el comportamiento humano maduro, y así, como dice Bernal (2005): “ayudando a que la familia sea fiel a sí misma, a que actualice su forma originaria, permitiéndole y animándola a que, sencillamente, sea lo que es”.
El asesoramiento educativo familiar plantea la formación de los padres debe realizarse de forma sistemática e intencional y refiere los programas que se desarrollan en las instituciones educativas. Se define como objetivos de la orientación educativa familiar a los siguientes:
- Aprender a comprenderse a uno mismo y a los demás.

- Facilitar los procesos de desarrollo y del comportamiento humano en el marco familiar a lo largo de los diversos ciclos de la vida familiar.
- Conocer patrones y procesos vinculados a la vida en pareja y en familia.
- Adquirir habilidades fundamentales para la vida en familia.
- Desarrollar el potencial de las personas para que desempeñen roles familiares en la actualidad y en el futuro.
- Facilitar habilidades de cohesión y resistencia en la familia.

La definición de Family Life Education (FLE) a la que se accede en el sitio web del Consejo Nacional de Relaciones Familiares (NCFR, por sus siglas en inglés) la presenta como una profesión de formación para el desarrollo de una vida familiar saludable, mediante una acción preventiva y desde una perspectiva sistémica, con el objeto de desarrollar habilidades para que individuos y familias puedan funcionar de manera óptima. Incluye el reconocimiento de la realidad de que todas las familias afrontan problemas que requieren soluciones, así como que todas las familias poseen fortalezas que pueden emplear para enfrentar estos desafíos.
La NCFR considera que la FLE implica la "prevención y educación para individuos y familias relevantes para las 10 áreas de contenido de FLE":
1. Familias e individuos en contextos sociales
2. Dinámicas internas de las familias
3. Crecimiento y desarrollo humano a lo largo de la vida
4. Sexualidad humana
5. Relaciones interpersonales
6. Educación y orientación para padres
7. Gestión de recursos familiares
8. Ley de familia y políticas públicas
9. Ética y práctica profesional
10. Metodología de educación para la vida familiar.[15]

El propósito de la FLE es enseñar y fomentar el conocimiento y las habilidades relacionadas con la comunicación, el desarrollo humano típico, la buena toma de decisiones, la autoestima positiva y las relaciones interpersonales saludables. Al hacer esto, se incrementará el funcionamiento familiar saludable y ayudará a los miembros de la familia a usar sus fortalezas para prepararse y enfrentar efectivamente los riesgos y peligros.